# Genista hystrix
Genista hystrix là một loài thực vật có hoa trong họ Đậu. Loài này được Lange miêu tả khoa học đầu tiên.